# 北京大学社会学系
北京大学社会学系是北京大学下属院系之一，加挂北京大学社会学人类学研究所牌子，建立于1982年，是中国改革开放以来最早建立的高校社会学系之一。

## 历史沿革

### 开设社会学课程
早在1910年，京师大学堂的课程表中就有“社会学”课程的设置。1912年，在北京大学中国哲学门和西洋哲学门的课程设置中就有社会学。1916年，北京大学教授康宝忠自编讲义，正式开始讲授社会学课。
到1918年，北京大学开设社会学及与社会学相关课程的科门已扩展到其他学科。在1919到1920学年的课程中，“社会学大意”成为本科第一学年的五门“共同必修科”之一。各学科的社会学课程是由时任北京大学教务长的社会学家陶孟和教授主讲。

### 建系
1979年社会学在中国恢复，社会学家费孝通和雷洁琼努力筹建社会学系。1980年北京大学获批在国际政治系设立了社会学专业及硕士点，重建了北京大学社会学学科，并于1981年开始招收社会学专业硕士研究生。
1982年4月9日北京大学社会学独立成系。

### 合并
1985年，北京大学社会学研究所成立。1996年更名为社会学人类学研究所；2000年6月，社会学系和社会学人类学研究所合并，保留各自的名称和编制，合并领导层。现系所位于北京大学理科5号楼。

## 著名教师
- 费孝通
- 雷洁琼
- 袁方
- 郑也夫